# Elfriede Kaun
Elfriede Kaun (Büttel, 5 ottobre 1914 – Kiel, 5 marzo 2008) è stata un'altista tedesca, vincitrice della medaglia di bronzo alle Olimpiadi di Berlino 1936.